# هانس گرودوتسکی
هانس گرودوتسکی (آلمانی: Hans Grodotzki؛ زادهٔ ۴ آوریل ۱۹۳۶) دونده دو استقامت اهل آلمان است.